# Tylospira
Tylospira is een geslacht van weekdieren uit de klasse van de Gastropoda (slakken).

## Soort
- Tylospira scutulata (Gmelin, 1791)